# NGC 3128
NGC 3128 је спирална галаксија у сазвежђу Хидра која се налази на NGC листи објеката дубоког неба.
Деклинација објекта је - 16° 7' 22" а ректасцензија 10h 6m 1,4s. Привидна величина (магнитуда) објекта NGC 3128 износи 13,5 а фотографска магнитуда 14,3. NGC 3128 је још познат и под ознакама MCG -3-26-20, PGC 29330.